# Peppi Franzelin
Josephine Franzelin detta Peppi (Bolzano, 22 gennaio 1947) è un'annunciatrice televisiva e conduttrice televisiva italiana, attiva per la Rai dal 1966 al 2002.

## Biografia
Appena terminata la scuola dell'obbligo, nel 1966 viene scelta dalla Rai (ove già lavorava "a chiamata" come voce radiofonica per il Sender Bozen, struttura di lingua tedesca della sede di Bolzano) per affiancare Gertrud Mair e Helga Wiedenhofer nel ruolo di annunciatrice per il programma televisivo germanofono istituito dalla radiotelevisione italiana per la provincia di Bolzano.
Trasferitasi a Roma (dove tale programma veniva inizialmente prodotto e trasmesso), vi conosce Uwe Ladinser, conduttore del telegiornale germanofono (Tagesschau), che poi sposerà negli anni '70.
Nel 1979 viene chiamata ad annunciare anche i programmi delle reti nazionali Rai allorché, a seguito della nascita della Rete 3 (l'attuale Rai 3), per la Rai si è reso necessario irrobustire l'organico delle "Signorine buonasera". 
Per tutti gli anni '80 si alterna dunque tra gli annunci dei programmi italofoni dell'intero territorio nazionale e quelli germanofoni dell'Alto Adige fino al 1991, quando a seguito della chiusura della sede capitolina del Sender Bozen ed al conseguente completo trasferimento della produzione dei programmi germanofoni alla sede Rai di Bolzano, Peppi sceglie di restare a Roma, continuando quindi ad annunciare i programmi dei tre canali Rai generalisti.
Dal 1981 al 2003 presenta su Rai 1 il Concerto di Capodanno di Vienna; è stata inoltre presente a cinque Eurovision Song Contest (nel 1990 e 1992 come commentatrice, mentre nel 1989, 1993 e 1997 come portavoce dell'Italia).
Dal 1982 al 1989 si alterna saltuariamente a Paola Perissi nella conduzione dell'Almanacco del giorno dopo che va in onda su Rai 1 in orario preserale subito prima del TG1 delle 20:00. Nel 1983 conduce Tg2 sport sette. 
Nel 1985 conduce TG1 Prisma, mentre dal 1985 al 1988 conduce la rubrica Tg2 Start.
Grazie al suo bilinguismo conduce inoltre negli anni '90 i programmi d'informazione in lingua italiana prodotti e trasmessi dall'emittente televisiva tedesca ZDF, assieme al giornalista Aniello Verde. 
Agli inizi di tale decennio conduce Il circolo delle 12, programma culturale del mezzogiorno di Rai 3, realizzato dal Dipartimento Scuola Educazione (l'attuale Rai Cultura).
L'11 settembre 2001 annuncia le edizioni straordinarie dei telegiornali Rai (in particolare quella del TG3) sugli attacchi alle Torri Gemelle.
Dopo Marina Morgan, Peppi Franzelin è l'ultima storica "signorina buonasera" ad essere pensionata dalla Rai il 24 dicembre 2002. Dopo entrambe, rimangono solo in tre (Maria Rita Viaggi, Alessandra Canale e Katia Svizzero) per quasi un anno, ma il 9 maggio 2003 Peppi conduce in diretta su Rai 1 il Concerto per l'Europa.
Appare su Rai Storia il 30 marzo 2022, dopo quasi vent'anni di assenza dal video, in una puntata di Storie della TV dal titolo "Buonasera, signorine, buonasera".

## Programmi televisivi
- Annunciatrice dei programmi di Rai Sender Bozen (dal 1966 al 1991 )
- Annunciatrice dei programmi delle tre reti RAI (dal 1979 al 2002) e conduttrice delle rubriche Meteo del Tg1 (dal 1979 al 2002 ) e del Tg3 (dal 1992 al 1999), dell'Aci (dal 1989 al 2002) e di Spazio Libero (anni '80 e '90)
- Concerto di Capodanno di Vienna (Rai 1, dal 1980 al 2003)
- Almanacco del giorno dopo (Rai 1, dal 1982 al 1989)
- Tg2 Sport sette (Rai 2, 1983)
- Tg1 Prisma (Rai 1, 1985)
- Tutto cavalli (Rai 2, 1985)
- Tg2 start (Rai 2, dal 1985 al 1988)
- Pomeriggio all'opera (Rai 3, 1989)
- Eurovision Song Contest (Rai 1, Rai 2, 1989, 1990, 1992, 1993 e 1997 )
- Conduttrice dei programmi dell'emittente ZDF (anni '90)
- Il Circolo delle 12 (Rai 3, primi anni '90)
- Fermata d'autobus (Rai 3, 1999 )
- Concerto per l'Europa (Rai 1, 2003)

## Programmi radiofonici
- Speaker dei programmi Rai Sender Bozen (anni '60)